# 모범 작문
《모범 작문》은 1984년 11월 18일에 MBC TV에서 방영되었던 베스트셀러극장이다.

## 출연
- 김혜영
- 김성일
- 이승현
- 최현미
- 이묵원
- 국정환
- 김상순
- 전호진
- 박윤배
- 이상숙